# Dreamin' (canção de Weezer)
"Dreamin'" (em português: Sonhando) é uma música da banda americana de rock Weezer, lançada a 27 de Maio de 2008 como o quarto single do seu sexto álbum, Weezer (The Red Album).
No livro da compilação demo de Rivers Cuomo intitulada Alone, Cuomo descreve que a música "This Is the Way" era para ser originalmente usada no The Red Album no lugar de "Dreamin'", na altura chamada de "Daydreamer". Entretanto, Cuomo teve a capacidade de persuadir os outros membros da banda a escolher aquilo que considera "Dreamin'" como sendo "uma música de arte sinfónica épica de 6 minutos".
Brian Bell comentou que esta música foi composta em forma de sonata, que a composição da música tinha um nome formal ("The Dream Sequence") e que esta era a música da qual mais se orgulhava na gravação.
A música foi lançada como disponível para o jogo Rock Band e nas suas duas sequelas em conjunto com as músicas "Troublemaker" e "The Greatest Man That Ever Lived".
A música menciona a Biblioteca Widener na Universidade de Harvard que o compositor e vocalista Rivers Cuomo frequentou e onde se formou.

## Lista de Faixas
Download digital iTunes
| N.º | Título     | Compositor(es) | Duração |  |
| 1.  | "Dreamin'" | Rivers Cuomo   | 5:12    |  |

## Pessoal
- Rivers Cuomo — guitarra principal, vocalista
- Patrick Wilson — percussão, vocais de apoio
- Brian Bell — guitarra rítmica, vocalista/vocais de apoio
- Scott Shriner — baixo, vocais de apoio